# Kärpsjoenjärvi
Kärpsjoenjärvi är en del av sjön Ule träsk i Finland.   Den ligger i landskapet Kajanaland. Kärpsjoenjärvi ligger 122,7 meter över havet.